# Ligue de diamant 2010 - 1 500 m masculin
Navigation
2011
Le 1 500 mètres masculin de la Ligue de Diamant 2010 s'est déroulé du 23 mai au 27 août 2010. La compétition a successivement fait étape à Shanghai, Oslo, Eugene, Gateshead, Monaco et Londres, la finale se déroulant à Bruxelles. L'épreuve est remportée par le Kényan Asbel Kiprop devant son compatriote Augustine Choge. Trois meetings sont disputés sur la distance du Mile (1 609 mètres).

## Calendrier
| Date            | Meeting                    | Ville     | Pays        | Épreuve |
| --------------- | -------------------------- | --------- | ----------- | ------- |
| 23 mai 2010     | Shanghai Golden Grand Prix | Shanghai  | Chine       | 1 500 m |
| 4 juin 2010     | Bislett Games              | Oslo      | Norvège     | Mile    |
| 3 juillet 2010  | Prefontaine Classic        | Eugene    | États-Unis  | Mile    |
| 10 juillet 2010 | Meeting de Gateshead       | Gateshead | Royaume-Uni | 1 500 m |
| 22 juillet 2010 | Meeting Herculis           | Monaco    | Monaco      | 1 500 m |
| 14 août 2010    | Aviva London Grand Prix    | Londres   | Royaume-Uni | Mile    |
| 27 août 2010    | Mémorial Van Damme         | Bruxelles | Belgique    | 1 500 m |

## Résultats
| Date | Meeting           | 1er                                | 1er   | 2e                                      | 2e    | 3e                                 | 3e    |
| --- | ----------------- | ---------------------------------- | ----- | --------------------------------------- | ----- | ---------------------------------- | ----- |
| 23 mai 2010 | Shanghai 1 500 m  | Augustine Choge 3 min 32 s 20 (WL) | 4 pts | Asbel Kiprop 3 min 32 s 22              | 2 pts | Mekonnen Gebremedhin 3 min 33 s 35 | 1 pt  |
| 4 juin 2010 | Oslo Mile         | Asbel Kiprop 3 min 49 s 56 (WL)    | 4 pts | Mekonnen Gebremedhin 3 min 49 s 83 (PB) | 2 pts | Gideon Gathimba 3 min 50 s 53 (PB) | 1 pt  |
| 3 juillet 2010 | Eugene Mile       | Asbel Kiprop 3 min 49 s 75         | 4 pts | Amine Laâlou 3 min 50 s 22              | 2 pts | Mekonnen Gebremedhin 3 min 50 s 68 | 1 pt  |
| 10 juillet 2010 | Gateshead 1 500 m | Asbel Kiprop 3 min 33 s 34         | 4 pts | Augustine Choge 3 min 33 s 51           | 2 pts | Leonel Manzano 3 min 33 s 51 (SB)  | 1 pt  |
| 22 juillet 2010 | Monaco 1 500 m    | Silas Kiplagat 3 min 29 s 27 (WL)  | 4 pts | Amine Laâlou 3 min 29 s 53 (PB)         | 2 pts | Augustine Choge 3 min 30 s 22 (SB) | 1 pt  |
| 14 août 2010 | Londres Mile      | Augustine Choge 3 min 50 s 14 (PB) | 4 pts | Mekonnen Gebremedhin 3 min 50 s 35      | 2 pts | Leonel Manzano 3 min 50 s 64 (PB)  | 1 pt  |
| 27 août 2010 | Bruxelles 1 500 m | Asbel Kiprop 3 min 32 s 18 (SB)    | 8 pts | Leonel Manzano 3 min 32 s 37 (PB)       | 4 pts | Augustine Choge 3 min 32 s 88      | 2 pts |
| Records et Performances - AR : Record continental (area record) - CR : Record des championnats (championship record) - MR : Record du meeting (meet record) - NR : Record national (national record) - OR : Record olympique (olympic record) - PR : Record paralympique (paralympic record) - PB : Record personnel (personal best) - SB : Meilleure performance personnelle de la saison (season's best) - WL : Meilleure performance mondiale de l'année (world leader) - WJR : Record du monde junior (world junior record) - WR : Record du monde (world record) Circonstances et Conditions - DNF : N'a pas terminé (did not finish) - DNS : N'a pas pris le départ (did not start) - DQ : Disqualification (disqualification) - NM : Aucun essai valable enregistré (No Mark) - Q : Qualifié « directement » au prochain tour (ou à la prochaine compétition), lors d'une compétition majeure, grâce au classement ou à la réalisation des minima (automatic qualifier) - q : Qualifié au prochain tour (ou à la prochaine compétition), lors d'une compétition majeure, grâce au repêchage ou à la réalisation de l'une des meilleures performances parmi celles des « non qualifiés directement » (grâce au meilleur temps ou à la meilleure distance par exemple) (secondary qualifier) |                   |                                    |       |                                         |       |                                    |       |

## Classement général
| Rang | Athlète                             | Points |
| ---- | ----------------------------------- | ------ |
| 1    | Asbel Kiprop                        | 22     |
| 2    | Augustine Choge                     | 13     |
| 3    | Mekonnen Gebremedhin Leonel Manzano | 6      |